# Adalah
Centre juridique pour les droits de la minorité arabe en Israël
Adalah - Centre juridique pour les droits de la minorité arabe en Israël (en hébreu : עדאלה - המרכז המשפטי לזכויות המיעוט הערבי בישראל, en arabe : عدالة - المركز القانوني لحماية حقوق الأقلية العربية في اسرائيل) est une organisation de défense des droits de l'homme basée à Haïfa et spécialisée dans la représentation politique et juridique de la minorité arabe en Israël. Adalah (« justice » en arabe) a été fondée en novembre 1996. En même temps centre d'assistance et d'action juridiques, elle compte parmi ses principaux moyens d'intervention le dépôt de recours devant la Cour suprême d'Israël.

## Organisation

### Fondation
Fondée en 1996, Adalah est l'une des organisations de défense des droits de l'homme représentant les intérêts de la minorité arabo-palestinienne, apparues dans le flux de changements politiques et démographiques provoqué par Oslo I et Oslo II.

### Positions
Selon l'historien Ilan Pappe, la philosophie d'Adalah consiste à considérer « que l'autonomie personnelle de l'individu est un droit qui doit être farouchement protégé et que ce droit inclut également les droits collectifs du groupe auquel appartient l'individu ».
Tel que présentée en 2006, la mission de l'organisation s'énonce ainsi : 

« Le principal objectif d'Adalah est l'égalité individuelle et collective du peuple israélo-arabe d'Israël dans tous les domaines. Elle milite pour l'égalité des droits civils et politiques, des droits culturels, sociaux et économiques, pour les droits de propriété sur les terres et les biens immobiliers, pour les droits des communautés arabes et des communautés bédouines illégales. »

En 2007, Adalah soumet un « projet de constitution » pour Israël. Elle y défend son concept d'État binational et appelle à la démocratisation d'un pays « ethnocratiquement structuré ». Elle considère que seule la majorité ethnique d'Israël jouit de la plénitude de ses droits civils, à la différence des quelque 20% de citoyens arabes palestiniens.
L'organisation estime que la population palestinienne d'Israël fait l'objet de discriminations dans plus de 50 lois en février 2015 et plus de 65 lois en septembre 2017. Elle dénonce aussi le fait que la culture et l'histoire juives sont au programme d'étude des élèves arabes et que la Bible est une matière obligatoire, alors que la culture et l'histoire arabes ne sont pas enseignées ou seulement sur une base facultative, dans le cursus scolaire des élèves juifs .

### Méthodes
Les causes défendues par Adalah constituent souvent des « premières » juridiques et affectent les citoyens arabes israéliens en tant que groupe. Son action juridique se concentre sur le recours devant la Cour suprême israélienne. Entre 1996 et 2000, elle a porté devant la Cour plus de vingt affaires touchant à l'égalité des citoyens arabes, concernant notamment les droits linguistiques, les budgets du Ministère des affaires religieuses, ou la politique de santé et d'éducation dans les villages bédouins non reconnus par l'État.
Au-delà de l'action juridique, Adalah tente d'influer sur le discours public israélien, à travers la sensibilisation des médias et les campagnes d'opinion. L'organisation participe régulièrement à des conférences universitaires israéliennes et internationales.

### Financement
Entre 2012 et 2015, Adalah a bénéficié d'un revenu de 11 526 902 shekels (soit environ 2,8 millions d'euros). 48% de ces dons étaient des dons privés, 26% des dons d'institutions publiques, 19% venaient d'organisations caritatives chrétiennes et 7% de groupes juifs.

## Interventions
En décembre 1997, Adalah représente 12 des plus grands villages bédouins non reconnus du Néguev « dans une requête pour la création de cliniques de soins de base », alors que les personnes en besoin de traitement doivent parcourir de longues distances sans transport public pour accéder à un établissement de santé. Les villages bédouins du Naqab ont le taux de mortalité infantile le plus élevé du pays, ainsi que le niveau de vaccination le plus bas. L'opposition à la politique d'Israël envers les bédouins demeure une constante de l'action de l'organisation : en 2009, elle accuse l'administration israélienne de pulvériser des produits chimiques pour détruire les cultures bédouines ; en mai 2015, elle fait appel devant la Cour suprême de la décision d'expulsion des habitants du village bédouin d'Umm al-Ḥīrān, en vain.   
En 2003, Adalah critique un amendement à la loi sur la citoyenneté adopté par le Parlement israélien, aux termes duquel le mariage avec un citoyen israélien ne donne à un Palestinien ni la citoyenneté israélienne, ni le statut de résident permanent.    
En 2008, elle se prononce contre le plan de développement régional de Jérusalem, auquel elle reproche d'isoler plus encore qu'auparavant les zones résidentielles palestiniennes.   
L'organisation a intenté un total de 20 actions en justice contre des soldats israéliens impliqués en 2008-2009 dans la guerre de Gaza. Elle est citée à plusieurs reprises dans le rapport Goldstone, qui résume en septembre 2009 les résultats d'une étude commandée par les Nations unies sur cette guerre et documente les violations du droit international par les forces de police israélienne et par l'armée israélienne. En 2010, elle publie plusieurs études qui mettent en cause la crédibilité des enquêtes israéliennes sur l'offensive de Gaza et le traitement des prisonniers palestiniens et elle dénonce le non-respect des normes internationales dans les enquêtes israéliennes.
En octobre 2010, lors de l'expulsion du prix Nobel de la paix Mairead Maguire, Adalah rappelle qu'Israël a refusé à plusieurs reprises l'entrée à des intellectuels critiques, comme le linguiste Noam Chomsky ou le rapporteur spécial des Nations unies sur les droits de l'homme Richard Falk. 
En 2012, l'organisation fait de la loi sur la commission des admissions, adoptée par la Knesset en 2011, un exemple-type de législation discriminatoire. Le département d'État américain et la Commission européenne reprennent ensuite ce sujet dans leurs rapports sur Israël.     
Le 17 août 2015, Adalah dépose une requête devant la Cour suprême demandant la levée de la détention administrative de l'avocat palestinien Mohammed Allan, arguant qu'il ne pouvait être une menace compte tenu de l'état de santé consécutif à sa grève de la faim. Le 20 août, la Cour suprême suspend la détention administrative, toutefois sans la lever entièrement. Le 16 septembre, l'avocat est de nouveau arrêté.
En 2020, l'organisation envisage un recours devant la Cour suprême pour appuyer la demande faite aux services gouvernementaux de publier en arabe les informations de santé publique concernant la maladie à coronavirus 2019. Par la suite, les administrations commencent à publier en arabe, bien que les informations restent moins détaillées qu'en hébreu.

## Critiques
Selon le Tagesspiegel, les critères d'Adalah pour recenser les lois « discriminatoires » posent problème, car la grande majorité des lois qualifiées de discriminatoires par l'organisation ne mentionnent ni la religion, ni l'origine ethnique. 